# علامة فاغت
علامة فاغت (بالإنجليزية: Faget sign)‏ (ويطلق عليها أحيانًا اسم تفارق النبض والحرارة) في الطب هي الاقتران الغير معتاد بين الحمى وبطء القلب (بطء النبض). حيث أنه عادة ما يصاحب الحمى تسرع القلب (سرعة النبض)، في ارتباط يُعرف باسم «قاعدة ليبرمايستر».
سُميت علامة فاغت على اسم الطبيب جان تشارلز فاجيت، الذي درس الحمى الصفراء في لويزيانا.
غالبا ما توجد علامة فاغت في:
- الحمى الصفراء
- حمى التيفوئيد
- خراج الدماغ
- داء توليري
- الحمى المالطية
- حمى قراد كولورادو
- بعض الالتهابات الرئوية مثل الالتهاب الرئوي الناتج عن الفيلقية والمفطورة
- حمى بسبب الأدوية (مثل حاصرات بيتا، وتُعرف باسم علامة فاغت-بيتا)

ومن الملاحظ استمرار ارتباط علامة فاغت بالالتهابات البكتيرية التي تتسبب فيها البكتيريا التي لديها دورة حياة داخل الخلايا.